# Steroide N-acetilglucosaminiltransferasi
La steroide N-acetilglucosaminiltransferasi è un enzima appartenente alla classe delle transferasi, che catalizza la seguente reazione:
UDP-N-acetil-D-glucosamina + estradiolo-17α 3-D-glucuronoside ⇄ UDP + 17α-(N-acetil-D-glucosaminil)-estradiolo 3-D-glucuronoside